# Islas de San Pedro
Las Islas de San Pedro (Illas de San Pedro) son un archipiélago español de la provincia de La Coruña, situadas en el municipio de La Coruña, en la parroquia de Visma. Son 5 isletas casi llanas muy próximas unas de otras y a 250 metros de tierra. El conjunto de las islas suma una extensión de 15 hectáreas (la mayor cuenta con 4). Tradicional zona de marisqueo. Su vegetación se reduce a la herbácea.
- Datos: Q9009902
- Multimedia: San Pedro islands / Q9009902